# RepRap
RepRap je mezinárodní komunitní projekt 3D tiskárny vyvíjené na principu otevřeného hardware. RepRap je složený převážně z mnoha plastových dílů, které je možné vytisknout na jiném RepRapu. Samotný název RepRap je zkratkou replicating rapid prototyper, což znamená že je schopný sebereplikace a rychlého prototypování. Veškerá dokumentace potřebná pro sestavení hardware a provoz vlastního RepRapu, včetně firmware a řídícího software, je uvolněna pod licencí GNU General Public License pod kterou je vydávána také řada svobodného softwaru.

Díky celkové otevřenosti a cenové dostupnosti se RepRap stal velmi oblíbeným projektem celosvětové DIY/Maker komunity.

## Konstrukce
RepRap se skládá z řady součástek. Mimo plastových, které tvoří převážnou většinu konstrukce, obsahuje kovové tyče, šrouby, krokové motory, ložiska, řemeny, vyhřívanou skleněnou desku a tiskovou hlavu s tryskou. Krokové motory jsou řízené jednodeskovým počítačem Sanguinololu. Sanguinololu je klon Arduina, které je stejně jako RepRap otevřeným hardwarem. Oproti Arduinu obsahuje Sanguinololu výkonnější mikrokontrolér a elektroniku pro řízení krokových motorů.

## Hardware
V současnosti existují čtyři "oficiální" verze RepRapu s dostupným úplným návodem a seznamem dílů, nutných pro postavení vlastního RepRapu. Vedle oficiálních verzí existuje mnoho variant z nich vycházejících.

### Darwin

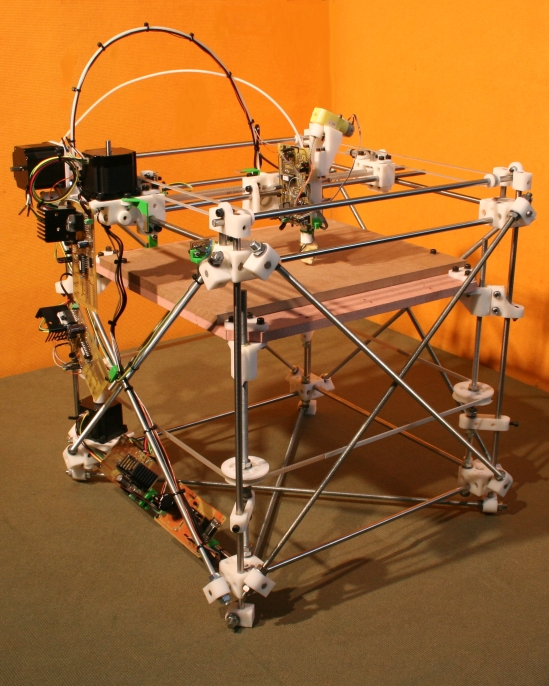
RepRap verze 1.0 (Darwin)

Prvním částečně sebereplikujícím RepRapem byl model RepRap 1.0 "Darwin", představený v roce 2007 a pojmenovaný po biologovi a zakladateli evoluční teorie Charlesovi Darwinovi. Tento název plně vystihuje myšlenku zakladatele projektu RepRap Adriana Bowyera o aplikaci evoluční teorie při vývoji RepRapu. V současnosti se RepRap Darwin již dále nevyvíjí a je označen jako zastaralý. Navazující modely RepRapu jsou pojmenovány po dalších známých biolozích zastávajících Darwinovu evoluční teorii – Mendel, Huxley a Wallace.

### Mendel

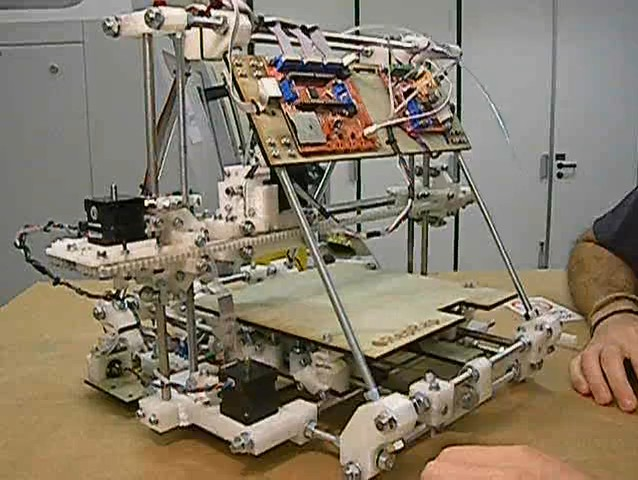
RepRap verze 2.0 (Mendel)

Druhým modelem RepRapu je Mendel, který se stal velmi populárním a existuje v mnoha modifikacích, které nesou jméno Mendel v části svého názvu. Původní Mendel je proto označovaný také jako Original Mendel.

#### Prusa Mendel

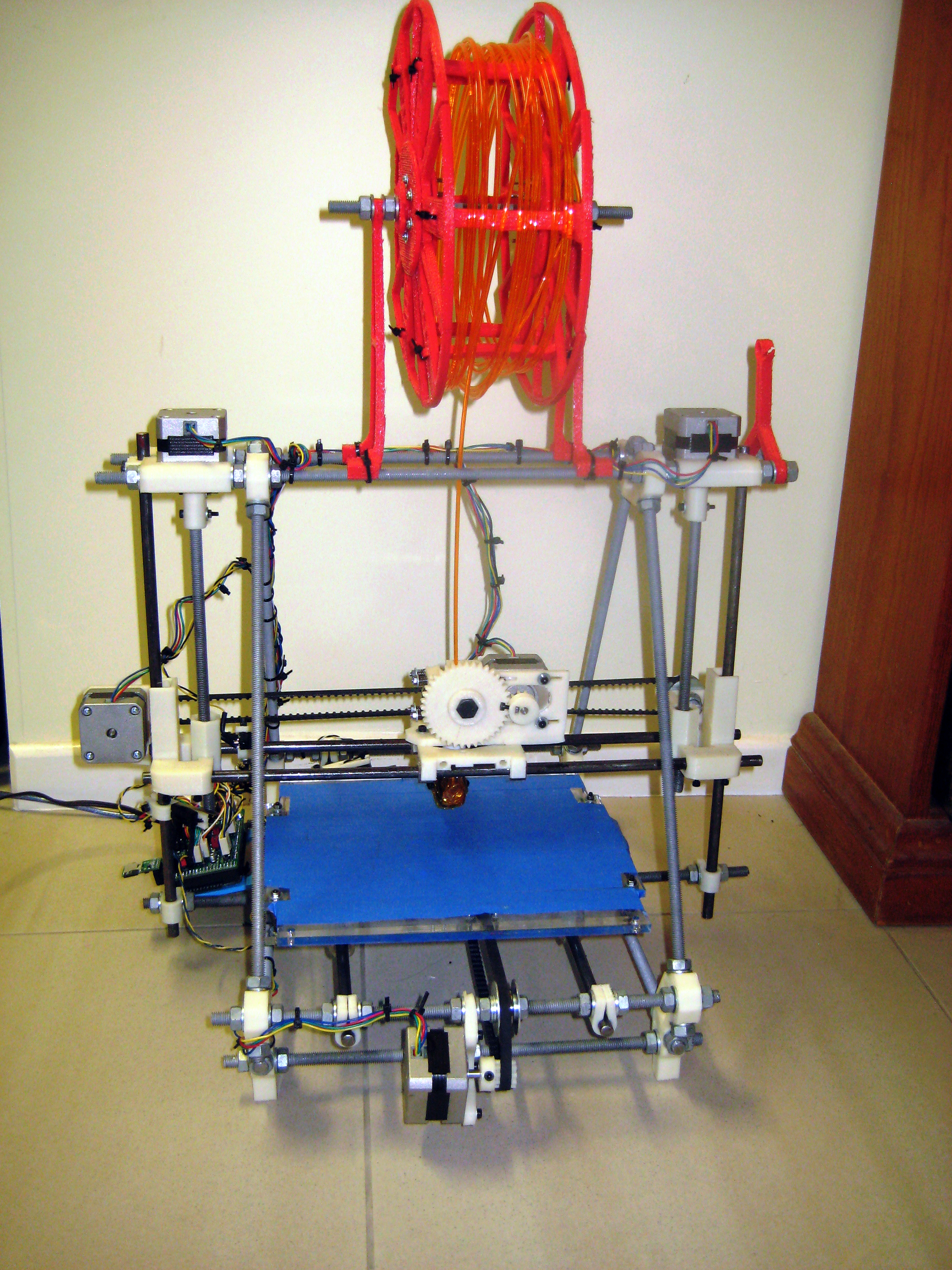
RepRap Prusa Mendel

Prusa Mendel vychází z modelu Original Mendel. Díky jednoduššímu stavebnímu postupu jde v současné době o nejrozšířenější modifikaci RepRapu mezi staviteli. Jedná se o RepRap plné velikosti, který se snaží využívat levných a běžně dostupných materiálů. V současnosti je k dispozici třetí iterace Prusa Mendel.

#### RepRapPro Tricolour
RepRapPro Tricolour je varianta modelu Original Mendel umožňující tisk objektů složených z více materiálů nebo barev.

### Huxley
Original Huxley je RepRap verze 3 a jedná se o zmenšenou a zjednodušenou variantu Mendel. Huxley je složený z méně součástek než Mendel a jeho hlavní výhodou je lepší přenositelnost. Cílem vývojářů je vyvíjet Original Huxley současně s plnohodnotným modelem Original Mendel.

#### RepRapPro Huxley
RepRapPro Huxley je varianta modelu Original Huxley vyvíjená společnosti RepRap Professional Ltd., která byla založena Adrianem Bowyerem.

Je to v současnosti druhý nejčastěji stavěný model RepRapu hned po Prusa Mendel.

## Software
K vytvoření modelu 3D objektu tisknutelného na RepRapu lze použít jakýkoliv program pro práci s CAD nebo 3D skener. Jedinou podmínkou je podpora formátu STL pro uložení výsledného modelu. K vytvoření nového modelu nebo převodu do formátu STL se dá využít 3D modelovacích programů FreeCAD nebo Blender. Modely jde také stáhnout z Internetu. Mezi nejznámější úložiště patří Thingiverse obsahující modely určené přímo k 3D tisku a GrabCAD. Mimo ručního modelování v CAD je možné modely naprogramovat pomocí konstruktivní geometrie těles CSG v programu OpenSCAD. CSG umožňuje absolutní kontrolu nad tvarem objektu a je proto vhodný pro přesné modelování součástek.

Model ve formátu STL je nutné před samotným tiskem nařezat na jednotlivé tiskové vrstvy a spočítat pohyb tiskové hlavy včetně množství vytlačovaného plastu. Tomuto se říká slicování z anglického slice. Výpočet může trvat i několik hodin v závislosti na velikosti a složitosti modelu, výkonu procesoru počítače a konkrétní implementaci sliceru. Výsledkem je soubor ve formátu GCODE určený pro tisk na konkrétní 3D tiskárně.

## Tiskový materiál
Nejčastěji používaným materiálem pro tisk 3D objektů jsou plasty, zejména mechanicky odolný ABS a dále pak biologicky odbouratelné PLA.